# Novopavlivka, Mala Vîska
Novopavlivka (în ucraineană Новопавлівка) este un sat în comuna Hmelove din raionul Mala Vîska, regiunea Kirovohrad, Ucraina.

## Demografie
Componența lingvistică a localității Novopavlivka
     Ucraineană (97,24%)
     Rusă (1,66%)
     Alte limbi (1,11%)
Conform recensământului din 2001, majoritatea populației localității Novopavlivka era vorbitoare de ucraineană (97,24%), existând în minoritate și vorbitori de rusă (1,66%).